# Please Don't Destroy: The Treasure of Foggy Mountain
Please Don't Destroy: The Treasure of Foggy Mountain är en amerikansk komedifilm från 2023. Filmen är regisserad av Paul Briganti efter ett manus skrivet av Martin Herlihy, John Higgins och Ben Marshall som tillsammans bildar humorgruppen Please Don't Destroy. Filmen hade premiär på strömningstjänsten Peacock den 17 november 2023.

## Handling
Filmen kretsar kring tre kompisar som inte gillar hur deras liv utvecklas beger sig ut för att leta efter en skatt i bergen.

## Rollista (i urval)
- Ben Marshall – Ben
- John Higgins – John
- Martin Herlihy – Martin
- Conan O'Brien – Farley
- Bowen Yang – Deetch Nordwind
- Megan Stalter – Lisa
- X Mayo – Taylor
- Nichole Sakura – Amy
- Cedric Yarbrough – Gates
- Chloe Troast – Poppy
- Sunita Mani – Tricia
- Gaten Matarazzo – sig själv
- John Goodman – berättare